# Loma Bonita, Altotonga
Loma Bonita är en ort i Mexiko.   Den ligger i kommunen Altotonga och delstaten Veracruz, i den sydöstra delen av landet, 220 km öster om huvudstaden Mexico City. Loma Bonita ligger 953 meter över havet och antalet invånare är 207.
Terrängen runt Loma Bonita är kuperad åt nordväst, men åt sydost är den bergig. Terrängen runt Loma Bonita sluttar norrut. Runt Loma Bonita är det ganska tätbefolkat, med 120 invånare per kvadratkilometer. Närmaste större samhälle är Tenochtitlán, 13,0 km öster om Loma Bonita. I omgivningarna runt Loma Bonita växer i huvudsak städsegrön lövskog.